# بندر باکو
بندر باکو (به لاتین: Port of Baku) یک بندر تجاری اقتصادی در جمهوری آذربایجان است که در شهر باکو واقع شده‌است.